# Laser Radial en voile aux Jeux olympiques d'été de 2024
Pour un article plus général, voir Voile aux Jeux olympiques d'été de 2024.
Cet article traite de l'épreuve féminine. Pour la compétition masculine, voir Laser en voile aux Jeux olympiques d’été de 2024.
Navigation
Tokyo 2020 Los Angeles 2028
L'épreuve de Laser Radial en voile aux Jeux olympiques d'été de 2024 a lieu du 1er au 6 août 2024 à la Marina de Marseille, dans le Sud de la France.
Cette compétition sur Laser ILCA 6 est exclusivement féminine, les hommes disputant l'épreuve sur des Laser ILCA 7.

## Format de la compétition
Cette épreuve comprend une série de 12 régates. À chacune d’elles, des points sont attribués en fonction de la position : le vainqueur obtient un point, le deuxième marque deux points, et ainsi de suite. 
Après les 12 premières régates, les points attribués dans la course où le concurrent a réalisé sa plus mauvaise performance sont retirés et les points restants sont additionnés. 
Les 10 meilleurs scores disputent ensuite la régate finale s'appelant la course aux médailles pour laquelle les points sont doublés : deux points pour la première place, quatre points pour la deuxième place et ainsi de suite. 
Le total des points obtenus à l’issue de la régate finale détermine le classement : l'athlète ayant le score le plus bas est déclaré vainqueur.
Pendant les courses, les concurrents effectuent un parcours en forme d’énorme triangle, se dirigeant vers la ligne d'arrivée après avoir affronté le vent dans les trois directions. Ils doivent passer les bouées de marquage un certain nombre de fois et dans un ordre prédéterminé.

## Médaillées

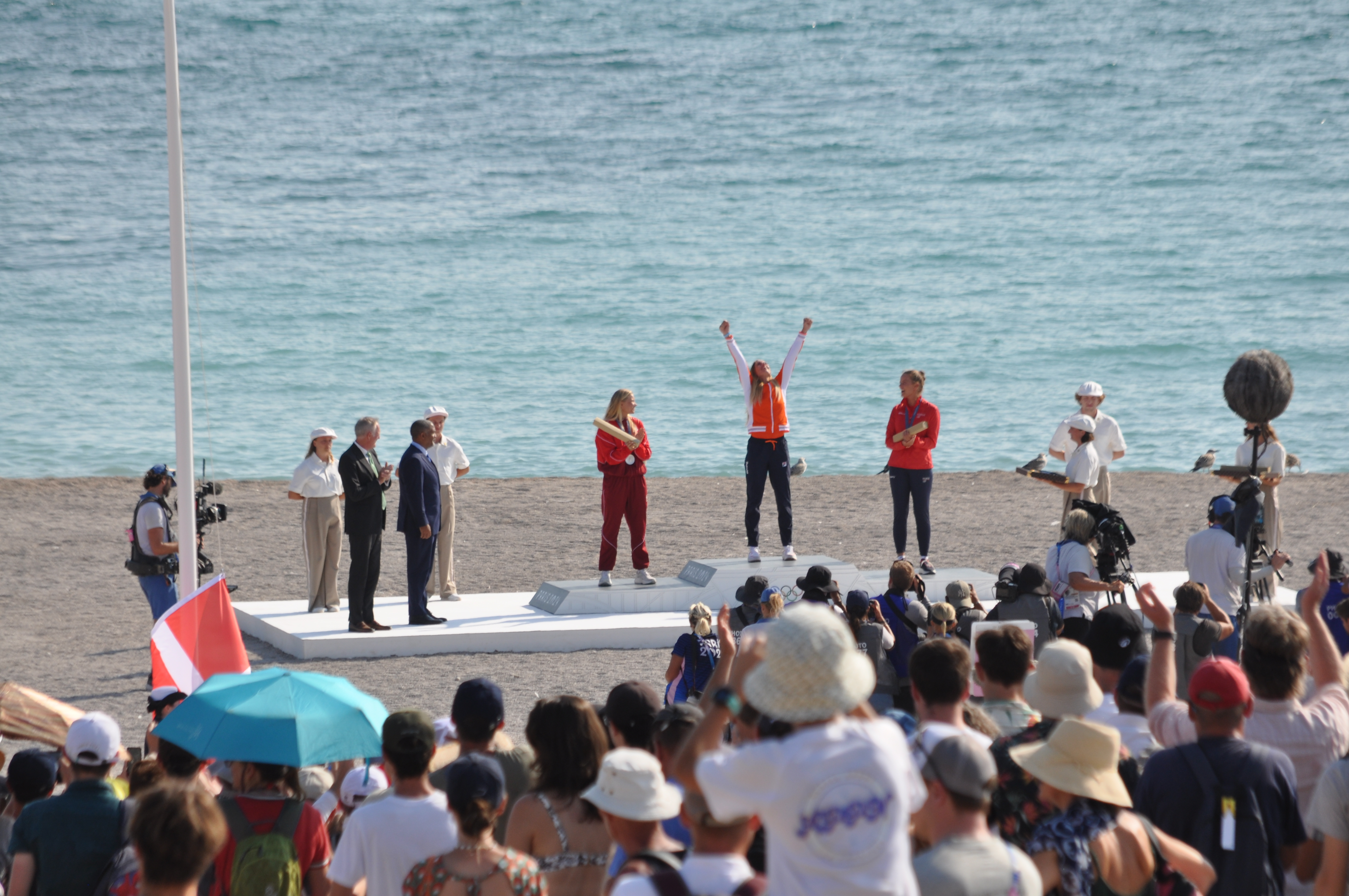
Le podium de l'épreuve.

| Or                      | Argent                  | Bronze               |
| Marit Bouwmeester (NED) | Anne-Marie Rindom (DEN) | Line Flem Høst (NOR) |

## Programme
| Date            | Horaire | Manche               |
| --------------- | ------- | -------------------- |
| Jeudi 1er août  | 11 h 00 | Régates              |
| Vendredi 2 août | 11 h 00 | Régates              |
| Samedi 3 août   | 11 h 00 | Régates              |
| Dimanche 4 août | 11 h 00 | Régates              |
| Lundi 5 août    | 11 h 00 | Régates              |
| Mardi 6 août    | 11 h 00 | Course aux médailles |

## Résultats détaillés
Le résultat barré est le plus mauvais de l’athlète concernée. Il n’est pas pris en compte dans le sous-total.
| Rang                                | Athlètes                        | Régates  | Régates | Régates | Régates | Régates | Régates | Régates | Régates | Régates | Régates        | Sous-total | CM       | Total final |
| Rang                                | Athlètes                        | 1        | 2       | 3       | 4       | 5       | 6       | 7       | 8       | 9       | 10             | Sous-total | CM       | Total final |
| ----------------------------------- | ------------------------------- | -------- | ------- | ------- | ------- | ------- | ------- | ------- | ------- | ------- | -------------- | ---------- | -------- | ----------- |
| Médaille d'or, Jeux olympiques      | Marit Bouwmeester (NED)         | 4        | 1       | 2       | 4       | 2       | 3       | 3       | 11      | 20      | Régate annulée | 30 pts     | 8        | 38 pts      |
| Médaille d'argent, Jeux olympiques  | Anne-Marie Rindom (DEN)         | 7        | 26      | 7       | 2       | 8       | 4       | 15      | 4       | 4       | Régate annulée | 51 pts     | 10       | 61 pts      |
| Médaille de bronze, Jeux olympiques | Line Flem Høst (NOR)            | 11       | 3       | 19      | 19      | 7       | 2       | 12      | 14      | 3       | Régate annulée | 71 pts     | 4        | 75 pts      |
| 4                                   | Maud Jayet (SUI)                | 16       | 4       | 3       | 8       | 13      | 17      | 7       | 8       | 23      | Régate annulée | 76 pts     | 14       | 90 pts      |
| 5                                   | Chiara Benini Floriani (ITA)    | 3        | 7       | 25      | 10      | 18      | 10      | 11      | 5       | 38      | Régate annulée | 89 pts     | 2        | 91 pts      |
| 6                                   | Elena Vorobeva (CRO)            | 5        | 18      | 40      | 16      | 3       | 12      | 4       | 13      | 8       | Régate annulée | 79 pts     | 18       | 97 pts      |
| 7                                   | Emma Plasschaert (BEL)          | 25       | 10      | 11      | 6       | 9       | 16      | 8       | 7       | 16      | Régate annulée | 83 pts     | 16       | 99 pts      |
| 8                                   | Sarah Douglas (CAN)             | 23       | 13      | 13      | 12      | 17      | 8       | 13      | 9       | 14      | Régate annulée | 99 pts     | 6        | 105 pts     |
| 9                                   | Erika Reineke (USA)             | 13       | 25      | 18      | 3       | 4       | 7       | 44 BFD  | 2       | 26      | Régate annulée | 98 pts     | 12       | 110 pts     |
| 10                                  | Louise Cervera (FRA)            | 1        | 24      | 4       | 18      | 5       | 22      | 18      | 3       | 22      | Régate annulée | 93 pts     | 20       | 113 pts     |
| 11                                  | Lucía Falasca (ARG)             | 35       | 11      | 14      | 33      | 11      | 5       | 10      | 16      | 2       | Régate annulée | 102 pts    | Éliminée | Éliminée    |
| 12                                  | Hannah Snellgrove (GBR)         | 17       | 20      | 6       | 1       | 1       | 14      | 20      | 29      | 32      | Régate annulée | 108 pts    | Éliminée | Éliminée    |
| 13                                  | Eve McMahon (IRL)               | 8        | 21      | 16      | 22      | 34      | 13      | 6       | 15      | 7       | Régate annulée | 108 pts    | Éliminée | Éliminée    |
| 14                                  | Mária Érdi (HUN)                | 20       | 19      | 33      | 14      | 25      | 24      | 14      | 1       | 1       | Régate annulée | 118 pts    | Éliminée | Éliminée    |
| 15                                  | Agata Barwinska (POL)           | 34       | 12      | 30      | 20      | 6       | 19      | 2       | 20      | 11      | Régate annulée | 120 pts    | Éliminée | Éliminée    |
| 16                                  | Monika Mikkola (FIN)            | 18       | 2       | 5       | 13      | 30      | 29      | 44 BFD  | 18      | 12      | Régate annulée | 127 pts    | Éliminée | Éliminée    |
| 17                                  | Josefin Olsson (SWE)            | 36       | 23      | 28      | 9       | 12      | 1       | 5       | 19      | 31      | Régate annulée | 128 pts    | Éliminée | Éliminée    |
| 18                                  | Ecem Güzel (TUR)                | 9        | 22      | 24      | 21      | 22      | 9       | 1       | 32      | 21      | Régate annulée | 129 pts    | Éliminée | Éliminée    |
| 19                                  | Gu Min (CHN)                    | 2        | 8       | 8       | 37      | 19      | 31      | 28      | 25      | 13      | Régate annulée | 134 pts    | Éliminée | Éliminée    |
| 20                                  | Zoe Thomson (AUS)               | 12       | 37      | 22      | 11      | 16      | 6       | 19      | 35      | 15      | Régate annulée | 136 pts    | Éliminée | Éliminée    |
| 21                                  | Nethra Kumanan (IND)            | 6        | 15      | 27      | 28      | 28      | 20      | 21      | 31      | 10      | Régate annulée | 155 pts    | Éliminée | Éliminée    |
| 22                                  | Dolores Moreira (URU)           | 24       | 27      | 9       | 25      | 10      | 28      | 9       | 28      | 25      | Régate annulée | 157 pts    | Éliminée | Éliminée    |
| 23                                  | Ebru Bolat (ROM)                | 28       | 16      | 32      | 5       | 14      | 21      | 24      | 26      | 24      | Régate annulée | 158 pts    | Éliminée | Éliminée    |
| 24                                  | Shay Kakon (ISR)                | 22       | 33      | 12      | 7       | 31      | 34      | 25      | 10      | 18      | Régate annulée | 158 pts    | Éliminée | Éliminée    |
| 25                                  | Julia Buessellberg (GER)        | 10       | 14      | 10      | 27      | 24      | 27      | 23      | 33      | 27      | Régate annulée | 162 pts    | Éliminée | Éliminée    |
| 26                                  | Elena Oetling (MEX)             | 27       | 31      | 17      | 30      | 27      | 25      | 16      | 24      | 5       | Régate annulée | 171 pts    | Éliminée | Éliminée    |
| 27                                  | Sophia Montgomery (THA)         | 26       | 29      | 35      | 23      | 21      | 15      | 44 BFD  | 6       | 34      | Régate annulée | 189 pts    | Éliminée | Éliminée    |
| 28                                  | Lin Pletikos (SLO)              | 31       | 9       | 38      | 17      | 37      | 35      | 22      | 22      | 17      | Régate annulée | 190 pts    | Éliminée | Éliminée    |
| 29                                  | Ana Moncada (ESP)               | 30       | 39      | 1       | 24      | 29      | 36      | 44 BFD  | 23      | 9       | Régate annulée | 191 pts    | Éliminée | Éliminée    |
| 30                                  | Marilena Makri (CYP)            | 32       | 17      | 29      | 31      | 26      | 26      | 30      | 17      | 19      | Régate annulée | 195 pts    | Éliminée | Éliminée    |
| 31                                  | Viktorija Andrulytė (LTU)       | 40.2 DPI | 5       | 36      | 26      | 32      | 33      | 31      | 27      | 6       | Régate annulée | 196 pts    | Éliminée | Éliminée    |
| 32                                  | Florencia Chiarella (PER)       | 29       | 30      | 21      | 32      | 35      | 11      | 26      | 12      | 39      | Régate annulée | 196 pts    | Éliminée | Éliminée    |
| 33                                  | Gabriella Kidd (BRA)            | 15       | 6       | 15      | 34      | 23      | 30      | 44 BFD  | 34      | 41      | Régate annulée | 198 pts    | Éliminée | Éliminée    |
| 34                                  | Greta Pilkington (NZL)          | 21       | 34      | 41      | 15      | 33      | 18      | 17      | 21      | 40      | Régate annulée | 199 pts    | Éliminée | Éliminée    |
| 35                                  | Nur Shazrin Mohamad Latif (MAS) | 19       | 38      | 23      | 29      | 20      | 32      | 29      | 30      | 33      | Régate annulée | 215 pts    | Éliminée | Éliminée    |
| 36                                  | Adriana Penruddocke (BER)       | 14       | 35      | 26      | 35      | 15      | 23      | 44 BFD  | 36      | 42      | Régate annulée | 226 pts    | Éliminée | Éliminée    |
| 37                                  | Sophia Morgan (FIJ)             | 33       | 28      | 20      | 38      | 40      | 38      | 33      | 38      | 29      | Régate annulée | 257 pts    | Éliminée | Éliminée    |
| 38                                  | María José Poncell (CHI)        | 37       | 42      | 37      | 36      | 39      | 37      | 27      | 37      | 28      | Régate annulée | 278 pts    | Éliminée | Éliminée    |
| 39                                  | Khouloud Mansy (EGY)            | 40       | 36      | 31      | 39      | 41      | 41      | 35      | 40      | 36      | Régate annulée | 298 pts    | Éliminée | Éliminée    |
| 40                                  | Deizy Nhaquile (MOZ)            | 39       | 32      | 34      | 42      | 42      | 42      | 36      | 41      | 35      | Régate annulée | 301 pts    | Éliminée | Éliminée    |
| 41                                  | Charlotte Webster (CAY)         | 41       | 40      | 39      | 41      | 36      | 40      | 32      | 43      | 37      | Régate annulée | 306 pts    | Éliminée | Éliminée    |
| 42                                  | Ameena Shah (KUW)               | 43       | 43      | 42      | 43      | 43      | 43      | 34      | 42      | 30      | Régate annulée | 320 pts    | Éliminée | Éliminée    |
| 43                                  | Vaimooia Ripley (SAM)           | 42       | 41      | 43      | 40      | 38      | 39      | 44 BFD  | 39      | 43      | Régate annulée | 325 pts    | Éliminée | Éliminée    |